# المسدور
المسدور (به عربی: المسدور) یک شهرک در تونس است که در استان منستیر واقع شده‌است. المسدور ۴٬۷۰۵ نفر جمعیت دارد.